# Évêché titulaire de Macriana Minor
Macriana Minor est le nom d'un diocèse de l'Église primitive aujourd'hui disparu.
Son nom est utilisé comme diocèse in partibus pour un évêque actuellement chargé d'une autre mission que la conduite du diocèse antique.
Il est actuellement occupé par Mgr Aparecido Donizete de Souza (de), évêque auxiliaire de Porto Alegre.

## Situation géographique
Ce diocèse était situé dans la province romaine de Byzacène, l'actuelle Tunisie.

## Liste des évêques contemporains titulaires de ce diocèse
| Début            | Fin              | Nationalité               | Nom                                  | Fonction exercée                  |
| ---------------- | ---------------- | ------------------------- | ------------------------------------ | --------------------------------- |
| 19 mai 1964      | 7 mars 1968      | France                    | Mgr Adrien Gand                      | Évêque coadjuteur de Lille        |
| 4 septembre 1968 | 11 mai 1974      | Philippines               | Mgr Artemio Casas (de)               | Évêque auxiliaire de Manille      |
| 11 décembre 1974 | 1er mai 1999     | Brésil                    | Mgr Joel Ivo Catapan (de)            | Évêque auxiliaire de São Paulo    |
| 30 octobre 2000  | 12 février 2002  | Papouasie-Nouvelle-Guinée | Mgr John Ribat                       | Évêque auxiliaire de Bereina      |
| 4 juillet 2002   | 19 décembre 2007 | Allemagne                 | Mgr Karl-Heinz Wiesemann             | Évêque auxiliaire de Paderborn    |
| 21 mai 2008      | 30 octobre 2015  | France                    | Mgr Renauld de Dinechin              | Évêque auxiliaire de Paris        |
| 23 décembre 2015 |                  | Brésil                    | Mgr Aparecido Donizete de Souza (de) | Évêque auxiliaire de Porto Alegre |